# Discus (atletiek)

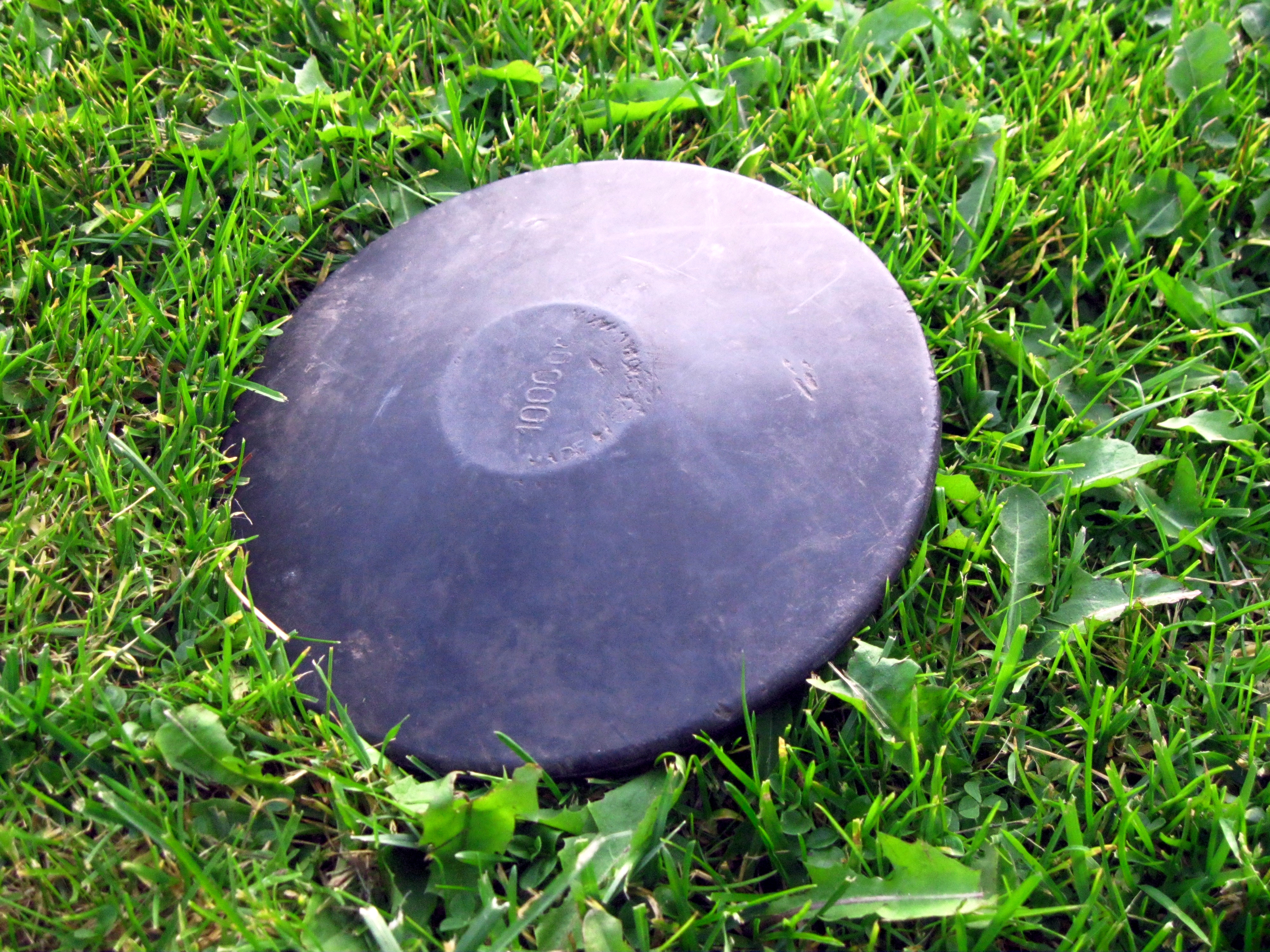
Een discus van 1 kg

Een discus (van het Griekse δίσκος = plaat, schijf) is een zware werpschijf die wordt gebruikt bij de atletische sport discuswerpen. 
Mannen gooien met een grotere discus dan vrouwen. De discus voor mannen heeft een diameter van 220 millimeter en een massa van twee kilogram, die voor vrouwen heeft een diameter van 182 millimeter en een massa van een kilogram.
De zijden van de discus zijn meestal van plastic, hout of metaal, en de kern is van metaal. Eveneens zit er een metalen rand om de discus. Op scholen wordt meestal met lichtere, rubberen discussen geworpen.